# Iliúpoli
Iliúpoli (görögül Ηλιούπολη) Athén egyik elővárosa a városközponttól dél-délkeleti irányban. Hymettusz területe sziklás, nyugati része farmföldekből áll.

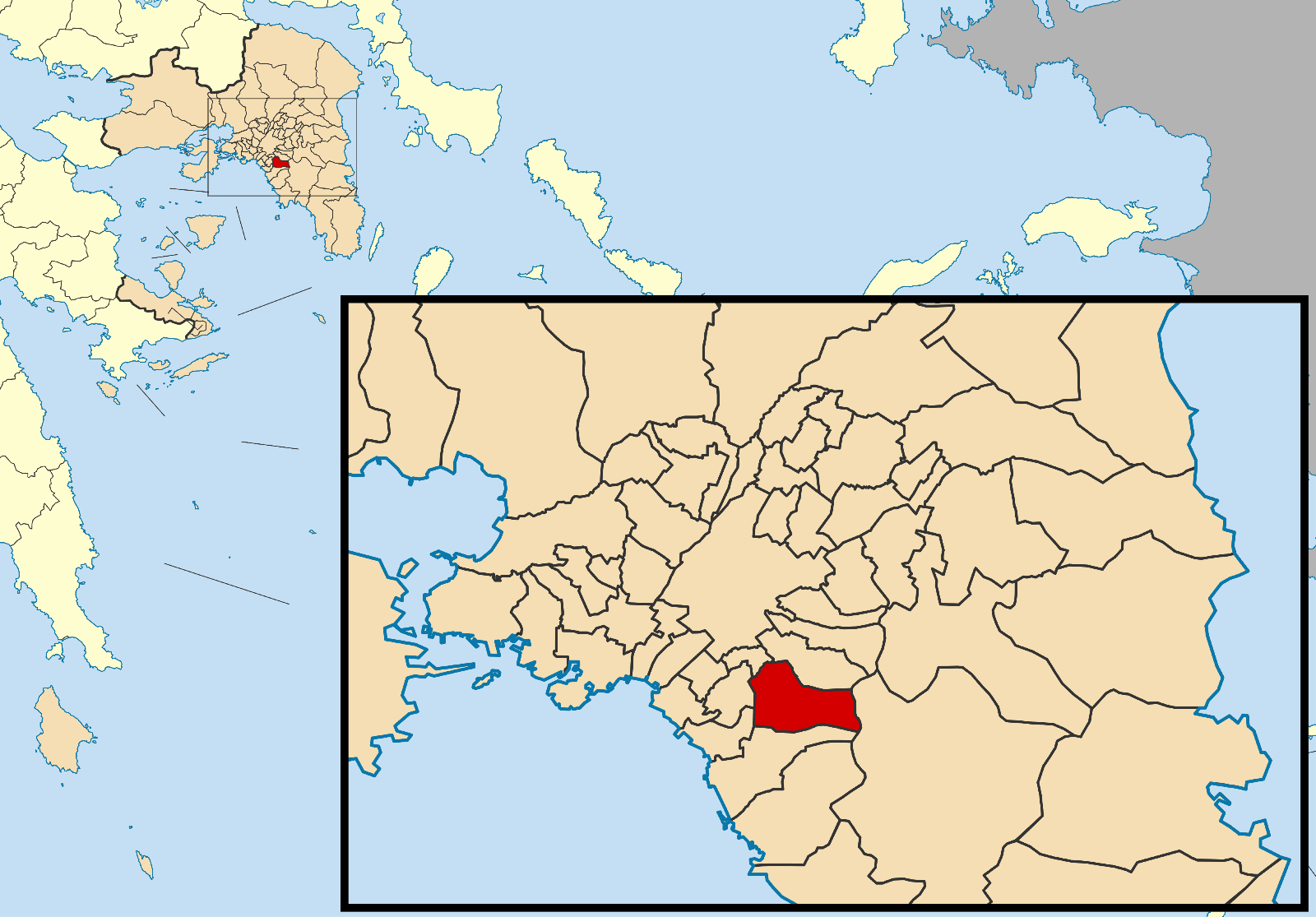
Iliúpoli fekvése Attikán belül

## Neve
Az „Iliúpoli” név a Héliosz és a polisz szavakból áll, jelentése „napváros”.

## Népesség
| Év   | Lakosság |
| ---- | -------- |
| 1981 | 69.560   |
| 1991 | 75.037   |
| 2001 | 75.904   |
| 2011 | 78.153   |

## Testvértelepülések
- Lárnaka, Ciprus
- Újvidék, Szerbia

## Külső hivatkozások
- Hivatalos honlap (görögül)
- Iliúpoliról (görögül)
- Iliúpoli online Archiválva 2016. október 5-i dátummal a Wayback Machine-ben